# Gustavo Taretto
Gustavo Taretto (Buenos Aires, 5 de desembre de 1965) és un director, guionista i productor argentí. És conegut per haver realitzat el curtmetratge Medianeras (2005), pel qual va guanyar diversos premis, incloent el de millor curt en el Festival Internacional de Cinema de Mar del Plata, i pel llargmetratge Medianeras (2011), basat en el film anterior. Pel curt Hoy no estoy (2007), estrenat en el Festival Internacional de Cinema de Locarno, va rebre el premi al millor curtmetratge.

## Filmografia
Com a director i guionista
- Las insoladas (curtmetratge, 2002)
- Cien pesos (curtmetratge, 2003)
- Medianeras (curtmetratge, 2005)
- Hoy no estoy (curtmetratge, 2007)
- 25 miradas, 200 minutos (sèrie de televisió, 1 episodi, 2010)
- Una vez más (curtmetratge, 2010)
- Medianeras (2011)
- Sucesos intervenidos (2014)
- Las insoladas (2014)